# Cerf des pampas
 (octobre 2024).
Ozotoceros bezoarticus
Genre
Espèce
Statut de conservation UICN

 NT  : Quasi menacé
Statut CITES

Aire de répartition du Cerf des pampas.

Le Cerf des pampas (Ozotoceros bezoarticus) est une espèce de cervidés de petite taille qui habite dans les plaines ouvertes et peu boisées d'Amérique du Sud. Il s'agit de la seule espèce du genre Ozotoceros.

## Description
Le cerf des pampas est un animal gracieux, il a une robe unie de couleur brun-roux à jaune. Les flancs, le ventre, le contour des yeux et les fesses sont blanches, ainsi que l'intérieur des oreilles, la partie supérieure de la queue est noire. Il a une tache noire sur le museau. Les jeunes naissent tachetés.
La hauteur à l'épaule est chez les adultes (cerfs et biches) de 60 à 80 centimètres, 1 m à 1.20 mètre au sommet de la tête, la longueur du corps va de 1.10 m à 1.40 mètre, avec un poids oscillant entre 20 et 40 kg selon les individus.

## Répartition
Le cerf des pampas vit dans les espaces ouverts de l'Argentine de l'ouest, du nord et du centre, en Bolivie de l'est, au Paraguay, en Uruguay et aussi au centre et au sud du Brésil. Au XIXe siècle il était très répandu et tout à fait commun en ces régions, mais actuellement, il ne subsiste que des populations isolées. Le cerf des pampas vit principalement dans des plaines herbeuses, mais en Argentine on peut aussi le trouver dans des marais salés ou lagunes près des côtes.

## Comportement
Le cerf des pampas vit en petits groupes. On dit qu'en cas de danger dû à l'attaque d'une biche et de son faon par un prédateur, la biche attire l'attention de ce dernier et lui fait face, afin de l'emmener au loin pour sauver le faon, ce dernier se cachant dès lors dans la broussaille. Pareil comportement a été également observé chez des oiseaux comme les pluviers. Ils peuvent également fuir à grande vitesse devant les prédateurs, bondir avec agilité et ajouter à cela que leurs sens (peur, ouïe, vue et odorat) sont bien développés. Seuls les individus infirmes (malades, blessés, âgés, faons, femelles à terme d'une gestation) succombent généralement aux prédateurs, car ils sont moins vigilants et moins rapides que les autres en bonnes conditions physiques. Les prédateurs participent aussi à la régulation d'un bien être pour l'espèce et pour l'écosystème également en éliminant les individus affaiblis évitant ainsi toute épidémies, maladies, populations vieillissantes, surpopulation... des cerfs.

## Sous-espèces
On distingue cinq sous-espèces :
- Ozotoceros bezoarticus bezoarticus - est et centre du Brésil
- Ozotoceros bezoarticus uruguayensis - Uruguay
- Ozotoceros bezoarticus arerunguaensis - Uruguay
- Ozotoceros bezoarticus leucogaster - sud-ouest du Brésil, sud-est de la Bolivie, Paraguay et nord de l'Argentine (Gran Chaco)
- Ozotoceros bezoarticus celer - pampas argentines

Certaines de ces sous-espèces sont menacées. La menace principale provient de la destruction des milieux naturels pour y implanter l'agriculture, car cela provoque la fragmentation des populations.

### Pour l'espèce
- (en) UICN : espèce Ozotoceros bezoarticus Linné, 1758 (consulté le 17 mai 2015)
- (en) Tree of Life Web Project : Ozotoceros bezoarticus
- (en) Paleobiology Database : Ozotoceros bezoarticus  Linné 1758
- (en) CITES : Ozotoceros bezoarticus Linné, 1758  (+ répartition sur Species+) (consulté le 17 mai 2015)
- (fr) CITES : taxon  Ozotoceros bezoarticus (sur le site du ministère français de l'Écologie) (consulté le 17 mai 2015)
- (fr + en) ITIS : Ozotoceros bezoarticus  (Linnaeus, 1758)
- (en) Animal Diversity Web : Ozotoceros bezoarticus
- (en) NCBI : Ozotoceros bezoarticus (taxons inclus)

### Pour le genre
- (en) Mammal Species of the World (3e  éd., 2005) :  Ozotoceros   Ameghino, 1891
- (en) Catalogue of Life : Ozotoceros Ameghino, 1891 (consulté le 11 décembre 2020)
- (en) Paleobiology Database : Ozotoceros  Ameghino 1891
- (fr + en) ITIS : Ozotoceros  Ameghino, 1891
- (en) Animal Diversity Web : Ozotoceros
- (en) NCBI : Ozotoceros (taxons inclus)
- (en) UICN : taxon  Ozotoceros  (consulté le 7 janvier 2023)
- (fr + en) CITES : genre Ozotoceros (sur le site de l’UNEP-WCMC)